# Wolkig mit Aussicht auf Fleischbällchen 2
Wolkig mit Aussicht auf Fleischbällchen 2 (Originaltitel: Cloudy With a Chance of Meatballs 2) ist ein 3D-animierter Fantasyfilm produziert von Sony Pictures Animation aus dem Jahr 2013 und die Fortsetzung von Wolkig mit Aussicht auf Fleischbällchen aus dem Jahr 2009, der auf dem gleichnamigen Buch von Judi und Ron Barrett basiert. Der Film startete am 24. Oktober 2013 in den deutschen Kinos.

## Handlung
Wolkig mit Aussicht auf Fleischbällchen 2 setzt kurz nach den Ereignissen des ersten Teils an. Flint Lockwood und seine Crew glauben, dass sie durch die Zerstörung des FLDSMDFR, einer Eigenerfindung, die Wasser in Nahrung verwandeln kann, die Welt gerettet haben. Dabei wurde allerdings auch ihr Heimatort verwüstet, und alle Bewohner müssen nun umgesiedelt werden. Hier kommt die Live–Corp ins Spiel, die den Wiederaufbau betreiben möchte. Der Chef der Firma ist der Megaerfinder Chester V. V bietet sowohl eine neue Unterkunft als auch neue Jobs in seiner Firma an und veranstaltet regelmäßige Erfinderwettbewerbe unter den Mitarbeitern.
Bald findet Flint allerdings heraus, dass seine Erfindung nicht wirklich zerstört wurde, sondern in veränderter Form weiterexistiert und ein Eigenleben entwickelt hat. Denn durch sie entstehen nun lebendige Nahrungsmittel: die sogenannten Naschtiere.
Flint will die Sache untersuchen und erhält Unterstützung von der Wetterreporterin Sam Sparks, seinem Vater Tim und den Freunden Brent, Manny, Steve und Earl.
Während Tim auf dem Boot bleibt, treffen Flint und seine Freunde auf ihrer Reise durch die Insel auf Tacodile, Shrimpansen, Nilpferdtoffeln, Frittantulas und viele andere lebendige Nahrungsmittel. Bald wird das Team auf eine Erdbeere namens „Beerchen“ aufmerksam. Als die Gruppe schlussfolgert, dass hinter Live-Corp etwas Geheimnisvolles dran ist, werden sie von einem Team dieser Firma festgenommen. Währenddessen schaffen es Flint, Chester und seine Assistentin Barb zum FLDSMDFR, doch nachdem sie zahlreiche lebendige Marshmallows kennenlernen, weigert sich Flint, den USB-Stick, der sich als eine Art „Hacking-Gerät“ entpuppt, in seine Maschine reinzustecken, woraufhin Chester dies tut und die Maschine unter seine Kontrolle hat.
Da die Tiere ohne den FLDSMDFR nicht überleben können, macht sich Flint auf die Suche nach seiner Maschine, um sie zurückzubekommen.
Mithilfe von Tim und den lebendigen Lebensmitteln schafft es Flint  auf die Insel, wo sich das Hauptquartier von Live-Corp befindet. Dort befreit Beerchen alle lebendigen Lebensmittel, die hier gefangen gehalten werden. Als Chester seine Assistentin Barb aufgrund ihrer Zurückhaltung entlässt, kommt es zu einem Kampf zwischen ihm und Flint. Nachdem er von Chesters Hologrammen überwältigt wird, gelingt es Flint schließlich, Chester zu besiegen, seine Maschine zurückzubekommen und seine Freunde zu befreien. Er legt den FLDSMDFR dorthin zurück, wo er ihn gefunden hat, und geht dann mit seinem Vater Angeln, während die Tiere glücklich miteinander leben.
Während des Abspanns wird gezeigt, wie die Bewohner auf die Insel zurückkehren, sich dort an das neue Ökosystem anpassen und mit ihrem Leben glücklich weitermachen. Der FLDSMDFR produziert weiterhin Nahrungsmittel, und Flint und Sam haben ein Labor namens „Sparkswood“ aufgebaut.

## Hintergrund
Die Regisseure des ersten Teils, Phil Lord und Chris Miller, kehrten im zweiten Teil als ausführende Produzenten zurück und überließen die Regie Cody Cameron und Kris Pearn. Die Handlung basiert nicht auf Pickles to Pittsburgh, der Fortsetzung des ersten Buches.
Im Jahr 2013 wurden bundesweit 1.091.904 Besucher an den deutschen Kinokassen gezählt, womit der Film den 32. Platz der meistbesuchten Filme des Jahres belegte.

## Rezeption
Wolkig mit Aussicht auf Fleischbällchen 2 hat eine überwiegend positive, siebzig-prozentige, Bewertung erhalten, die auf Rezensionen und Bewertungen von Filmkritikern der Seite Rotten Tomatoes zurückzuführen sind.

## Kritiken
„[I]rgendwie wird man das Gefühl nicht los, dass der Biss des ersten Teils und viel von der Originalität auf der Strecke geblieben sind. Wolkig mit Aussicht auf Fleischbällchen 2 ist sicherlich keine Totalkatastrophe, aber eben auch kein Film, an den man noch lange denken wird, den man ständig noch einmal sehen will oder der durch viele Innovationen glänzt.“

„‚Kinder an die Macht‘ brüllte Herbert Grönemeyer Mitte der 80er Jahren kokett fordernd voller Inbrunst und Überzeugung in einem seiner Hits. Was passiert, wenn Hollywood diese verwegene Idee tatsächlich umsetzt, konnten wir 2009 bestaunen – da stürzte der clever-schusselige Erfinder Flint mit seinem kindlichen Gemüt die Welt in der animierten Kinoverfilmung von Judi Barretts Kinderbuchklassiker Wolkig mit Aussicht auf Fleischbällchen als Quasi-Machthaber ins Chaos, nachdem eine seiner Maschinen völlig außer Kontrolle geraten war und monströse Mengen von Lebensmitteln ausspuckte, die den menschlichen Lebensraum zu ersticken drohten. Die Regisseure Cody Cameron und Kris Pearn spannen den Bogen jetzt in der Fortsetzung weiter und bieten ähnlich überdreht-hysterische Unterhaltung wie im Original. Wolkig mit Aussicht auf Fleischbällchen 2 ist ein amüsant-abenteuerlicher 3D-Spaß für die jungen Zuschauer, während die älteren Semester mit einigen geistreichen Popkulturanspielungen besänftigt werden.“

„[…] Wolkig mit Aussicht auf Fleischbällchen 2 ist gute Unterhaltung, dennoch wurde versucht, auf Nummer sicher zu gehen, sodass die Vision des Originals fehlt. Dennoch macht immer noch alles Spaß und das ist auch das Verkaufsargument des Films: der temporeiche und zuweilen charmante Humor. Somit hat Sony im Endeffekt also doch etwas mit der großen Konkurrenz und deren Erfolg gemein, denn dem zweiten Teil ihres neu etablierten Franchise ergeht es wie Ich, einfach unverbesserlich 2 von Universal. Ein weitestgehend gelungener und amüsanter Animationsfilm, der gut funktioniert, aber bei dem so viel mehr drin sein könnte.“

„Oder als Allegorie auf den Abbau der Ekelschwelle gegenüber Junk und Novelty Food. XXL-Tacos (wie die einer bekannten Fast-Food-Kette) und Fettkreationen aus Fleischresten (wie die von drei bekannten Fast-Food-Ketten) sind der Horror, den viele gerne schlucken, weil sie daran gewöhnt sind. Die hyperaktiven Animationen fügen sich statt zu einer mitreißenden Erzählung zu einem Lehrfilm über Food Styling. Alles sieht so zu anbeißen aus, dass man so skrupellos sein muss wie Chester Vs Firma Live Corp (ließ: eviL), um es nicht zum mögen.“

## Veränderung in der Verkaufsfassung
Für die Verkaufsversion wurde die Synchronstimme von Barb geändert. Sorgte die Mitwirkung bei der Synchronisierung durch Ilka Bessin alias Cindy aus Marzahn bei der Werbung für die Kinofassung noch für Aufmerksamkeit, wurde in der Verkaufsversion Synchronschauspielerin Anna Grisebach verwendet. Gründe dazu sind bisher unbekannt.

## Synchronisation
| Rolle                                       | Darsteller          | Synchronsprecher                                 |
| ------------------------------------------- | ------------------- | ------------------------------------------------ |
| Flint Lockwood                              | Bill Hader          | Robin Kahnmeyer                                  |
| Sam Sparks                                  | Anna Faris          | Palina Rojinski                                  |
| Steve, der Affe                             | Neil Patrick Harris | Bernhard Völger                                  |
| Chester V                                   | Will Forte          | Lutz Mackensy                                    |
| Barb                                        | Kristen Schaal      | Kino: Ilka Bessin / DVD & BluRay: Anna Grisebach |
| Sentinel Louise/Live Corb Wissenschaftlerin | Melissa Sturm       | Anja Nestler                                     |

## Filmmusik
Die folgenden Musikstücke werden während des Films gespielt:
1. Caramelldansen – Interpretiert von Caramell
2. We Run The Night – Interpretiert von Angelique Meunier und Pitbull
3. New – Interpretiert von Paul McCartney
4. Celebrationator – Interpretiert von Thelma Houston und Mark Mothersbaugh
5. Inventor Song, The – Interpretiert von Tennessee CoCo Daniels
6. Music Box Dancer – Interpretiert von Frank Mills
7. Pickle Shanty
8. Yummy Yummy Yummy – Interpretiert von Ohio Express
9. Get Ready For This – Interpretiert von 2 Unlimited
10. All Of Us Together – Interpretiert von Tim Myers
11. La Da Dee – Interpretiert von Cody Simpson

Der Soundtrack wurde von Mark Mothersbaugh komponiert.